# ISO 14001
 (décembre 2017).
 (décembre 2017).
Si vous disposez d'ouvrages ou d'articles de référence ou si vous connaissez des sites web de qualité traitant du thème abordé ici, merci de compléter l'article en donnant les références utiles à sa vérifiabilité et en les liant à la section « Notes et références ».

Logo de la norme ISO 14001.

La norme ISO 14001 est une norme internationale qui définit une série d'exigences que doit satisfaire le système de management environnemental (SME), d'une organisation pour que celle-ci puisse être certifiée — par un organisme extérieur et pour une durée limitée —. Elle s'intègre dans le cadre du développement durable et repose sur une démarche volontaire d'amélioration continue. 

## Introduction
La norme internationale ISO 14001 a été réalisée par l'Organisation internationale de normalisation et fait partie de la famille de normes ISO 14000 qui regroupe également des normes complémentaires relatives au management environnemental. C'est un élément de la triple certification qualité-sécurité-environnement ISO 9001, ISO 14001 et ISO 45001 qui permet aux entreprises d’avoir une politique globale de management des risques.
Elle est également une des normes sur lesquelles s'appuie l'ISO 26000 dans laquelle elle s'imbrique et s'articule.

## Norme ISO 14001

L'ISO 14001 repose sur le principe de la roue de Deming.

La norme ISO 14001 donne un cadre pour maîtriser les impacts environnementaux engendrés et entend conduire à une amélioration continue de sa performance environnementale.
Elle peut être utilisée par tout organisme quelle que soit sa taille et son implantation dans le monde. Cette norme concerne tous types d'activités industrielles (agroalimentaire, métallurgie, textile, mécanique, chimique, pharmaceutique, etc.) mais aussi dans le service, les hôpitaux ou encore des collectivités territoriales.
C'est un référentiel qui comprend la sensibilisation du personnel, mais aussi, le traitement des demandes externes et, dans une moindre mesure, la communication externe volontaire.

## Domaine d'application
La norme ISO 14001 spécifie les exigences relatives au système de management environnemental. Cela permet à un organisme de développer et de mettre en œuvre une politique et des objectifs qui prennent en compte les exigences légales et réglementaires et autres exigences auxquelles l'organisme a décidé de se soumettre. Le périmètre s'applique principalement aux aspects environnementaux que l'organisme a identifiés comme étant significatifs et qu'il peut maîtriser ou influencer.
Le degré d'application des exigences de la norme ISO 14001 dépend des choix faits par l'organisme.

## Acteurs
La norme internationale définit deux principaux acteurs :
- l'organisme et les différentes contraintes environnementales qui lui sont propres : les exigences de clients, pollutions, nuisances, consommations, etc. ;
- les parties intéressées  ( ou prenantes, selon la définition de l'ISO, est « une personne ou un organisme qui peut avoir une incidence ou être affecté par une décision ou activité de l’organisme »[4]).

Perception de la satisfaction des clients :
- les partenaires économiques : fournisseur, sous-traitant, etc. ;
- les partenariats financiers : banque, investisseurs… ;
- les groupes de pression : association locales, associations de consommateurs…

## Principes
Le principe fondamental de la norme ISO 14001 repose sur le cycle PDCA (Planifier - Développer - Contrôler - Agir), appelé aussi roue de Deming qui guide l'amélioration continue de la performance environnementale. Quelle que soit l'activité de l'entreprise, les exigences d'un SME sont les mêmes, quel que soit son degré de maîtrise des questions liées à l'environnement.
La norme ISO 14001 représente dix-huit exigences réparties en six chapitres :
- les exigences générales ;
- la politique environnementale ;
- la planification ;
- la mise en œuvre des actions pour satisfaire à la politique environnementale ;
- les contrôles et les actions correctives ;
- la revue de la direction.

## Historique
La norme ISO 14001 a été publiée pour la première fois en 1996, puis révisée en 2004 et 2015 pour s'adapter aux évolutions environnementales et managériales. 
À partir des années 1980, le renforcement de la législation environnementale et les pressions des parties prenantes amènent les industries à s'équiper progressivement de systèmes de management environnementaux. En parallèle, un nombre croissant de normes et de référentiels apparaissent, aux champs d'applications différents, et entraînent des risques de contradiction et de surenchère coûteux pour les entreprises.
Au cours des discussions préparatoires au Sommet de Rio de 1992 sont débattues l'utilité et l'efficacité de normes de management environnemental. Dans ses conclusions, l'association industrielle Business Council for Sustainable Development atteste la nécessité de normes internationales consensuelles et volontaires pour améliorer la performance environnementale des entreprises. Finalement, l'Agenda 21 adopté au cours du Sommet encourage à « reconnaître le management environnemental comme l'une des priorités des entreprises » et à « adopter des codes de meilleures pratiques environnementales ».
À la suite du Sommet, les normes environnementales nationales et régionales prennent une place de plus en plus importante. Au cours du cycle d'Uruguay relatif aux négociations internationales sur l'Accord général sur les tarifs douaniers et le commerce commencées en 1986 et conclues en 1994, les normes internationales de l'Organisation internationale de normalisation (ISO) sont explicitement citées.
En 1991, le Groupe consultatif stratégique de l'ISO sur l'environnement ou SAGE (Strategic Advisory Group on the Environment) est lancé par l'ISO et la CEI afin de mener une réflexion sur le rôle que peuvent jouer les normes internationales dans le management environnemental en prévision du Sommet de Rio. Fin 1992, le SAGE dépose ses conclusions à l'ISO où il recommande la création d'un comité technique pour élaborer des normes environnementales dans plusieurs domaines. En janvier 1993, l'ISO s'appuie sur ces recommandations pour créer le comité technique ISO/TC 207 pour élaborer des normes dans les domaines recommandés par le SAGE.
La première version de la norme ISO 14001 est publiée en septembre 1996. La norme a ensuite fait l'objet d'une révision en décembre 2004 qui apporte quelques modifications mineures pour la rendre plus claire et plus compatible avec les normes qualité ISO 9000. En octobre 2015 parait la dernière révision de la norme, qui renforce le rôle de la direction, propose de structurer la détermination des aspects environnementaux selon la perspective du cycle de vie. Celle-ci demande des résultats concrets aux organismes, contrairement aux dernières versions.
| Année | Édition |
| ----- | ------- |
| 1996  | 1re     |
| 2004  | 2e      |
| 2015  | 3e      |